# 皇国史观
皇国史观是日本以天皇為中心，評斷歷史人物、事件之於天皇是屬於忠誠或是叛逆之觀點而出發的思想。其肇始者為日本南北朝時期，隸屬南朝的北畠親房為了發揚南朝之正統性所著之《神皇正統記》。江戶時代，水戶學之《大日本史》亦繼承其觀點，設立叛臣、逆臣傳，瘩罰謀逆之人。一如《大日本史·逆臣》傳序「弒逆，人神所共憤，而天地所不容也。一有弒逆之臣，則人人得而誅之。其得保首領、老死牅下，乃幸而免耳。異邦之史，臣弒其君者，歷世不絕。故歐陽脩創例於《唐書》，《元史》臣論列於遼、金二史，皆本《春秋》之意，而使生者膽落，死者骨驚，抑又嚴矣。」
明治维新後，其史觀變成主流，但隨著一部分國粹思想主義之國學者如大國隆正之流，而演變成自命為高人一等之天朝的變質局面。此者於二战時期达到顶峰，卻也因二战敗而被視為禁忌。如今隨口提起則恐有遭人側目之虞。然而，在少部份右翼势力中仍然相当有其影響力，與左派進行意识形态相爭。
上述變質後的“皇国史观”之核心思想是：神化大和民族、日本天皇和日本宗教及文化；不顧日本二戰時军国主义侵略战争的一面，單純宣揚“自存自卫”和“解放亚洲”的“圣战”、“正义之战”之說。大東亞共榮圈亦將侵略战争中的犧牲者看作是效忠天皇、“为国捐躯”的“英灵”。
二战后，“皇国史观”这种军国主义历史观，在美国占领日本初期的民主改革中已被否定。但随着美國與蘇聯进入冷战，美国占领当局认为，日本反军国主义的政治势力大多属于日本左翼力量；于是，为了压制左翼，美国占领当局改变了对日政策：一方面改变原先废除天皇（美国當時认为天皇是日本军国主义势力的总代表）的想法，以压制日本的左翼及减少日本右翼势力对美军占领的抵制；另一方面，又解除对日本的二战战犯及高官的清洗令，允许日本发展军备；遭到“整肃”的前战犯（例如岸信介）重新出现、活跃在日本政界。